# Eduard Sanders

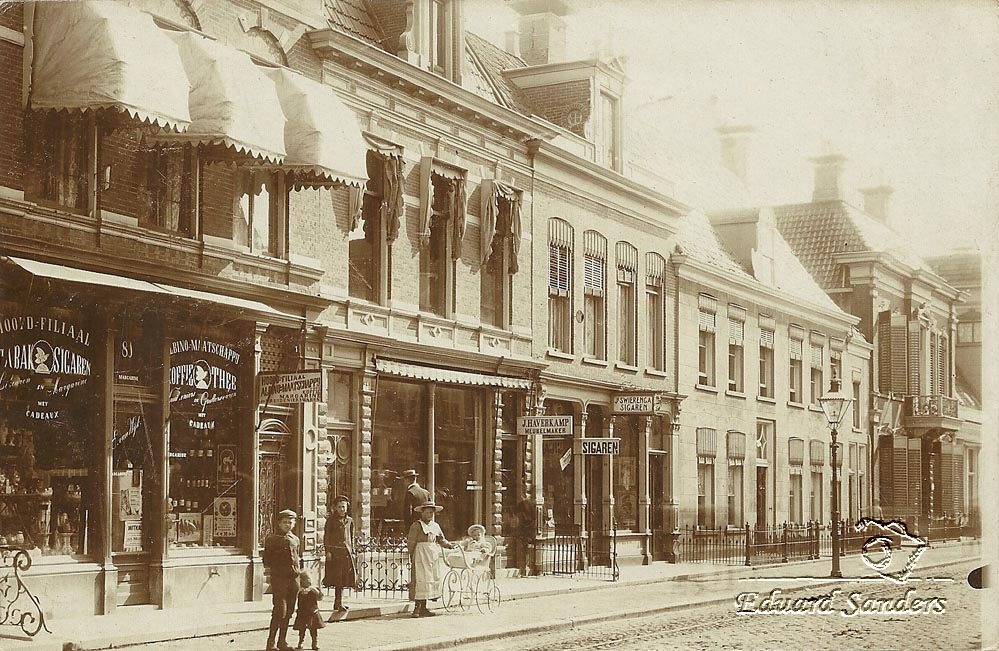
Budova na adrese New Ebbingestraat 71–81 Groningen

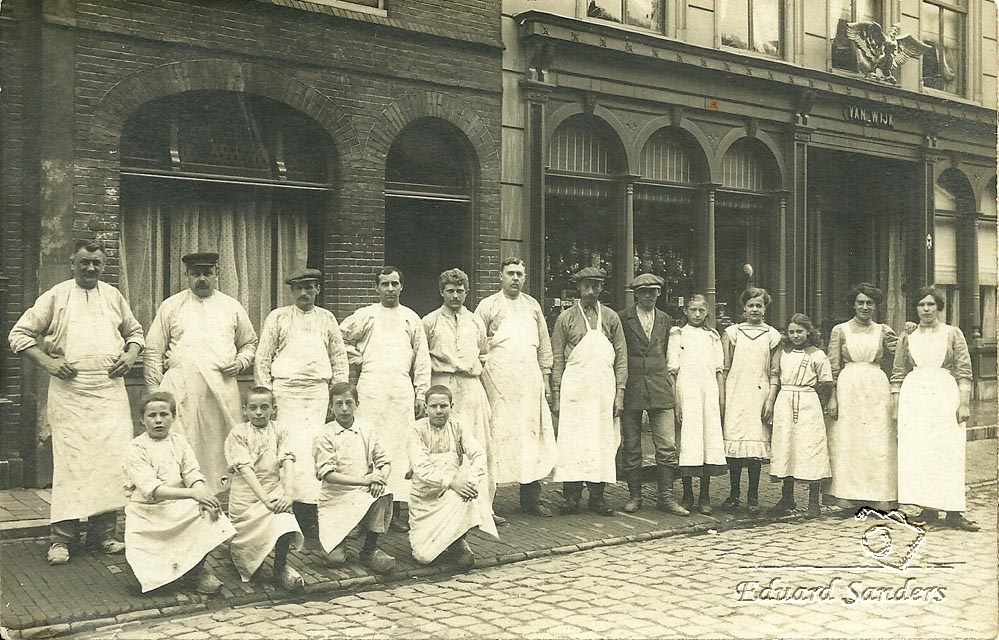
Van Nol van Wijk pečivo obchod v Kerkstraat 25 ve městě Leerdam

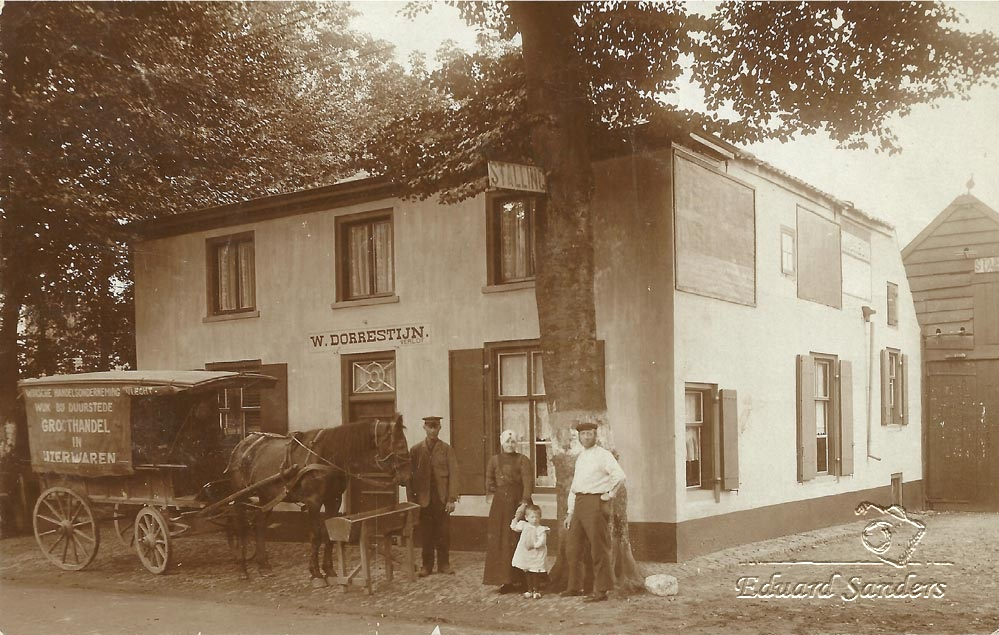
Kavárna – taverna – parkoviště De Kip van W. (Willem) Dorrestijn na Hoofdstraat v Driebergen

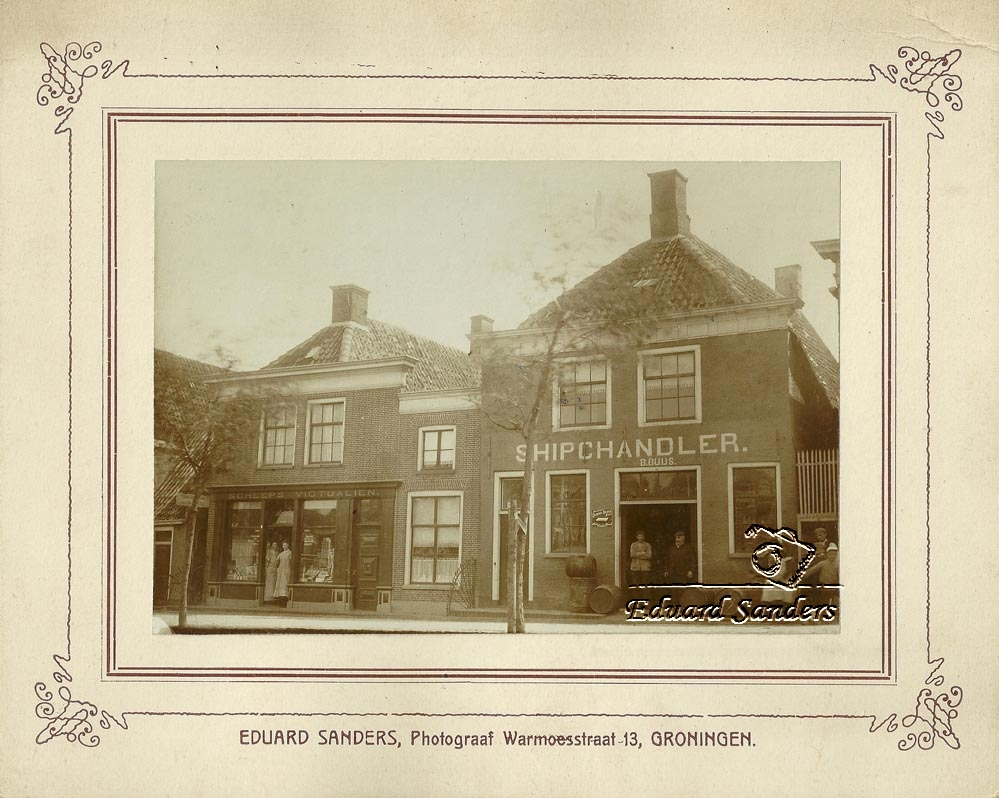
Dva obchody B. Buijs pro lodní díly a zásoby v Noorderhaven 6 v Harlingenu

Eduard Sanders (Groningen, 27. července 1886 – Osvětim, 24. srpna 1942) byl nizozemský fotograf a vydavatel pohlednic.

## Životopis
Eduard Sanders byl potomkem židovské rodiny fotografů z Groningenu. Sanders se narodil 27. července 1886 jako nejstarší syn Levi Comprechta Sanderse (1852–1929) a Mietje Weinberg (1855–1901). Měl starší sestru Evu (1884–1942), mladší sestru Sophii (1888–1889) a mladšího bratra Comprechta (1890–1943). V průběhu školního roku 1902–1903 Sanders navštěvoval fotografický kurz na Minerva Academy of Applied Arts v Groningenu. Při registraci na toto školení již zaregistroval povolání „fotograf“. Před a během prvních let svého manželství pracoval jako cestující pouliční fotograf.
V neděli 16. června 1912 se Eduard Sanders oženil s Leentje Bollegrafovou (1887–1937) v Groningenu. Byla dcerou Markuse Bollegrafa (1851–1931), fotografa ve Winschotenu, a Alidy Wijnbergové (1847–1937). Krátce po sňatku se Sanders přestěhoval do Utrechtu, kde byl 18. července 1912 zaregistrován na adrese Vosmaer Street 22. Leentje přišel do Utrechtu dne 22. července 1912. Dne 10. září 1913 se jim narodila první dcera Mietje (Miep), 16. srpna 1916 se bez života narodila druhá dcera. Dcera Alida (Lida) Sanders se narodila 11. října 1919. Sanderův mladší bratr Comprecht, také fotograf, s nimi žil od 4. ledna 1913 až do svého přestěhování do Amsterdamu v červenci 1918. Dne 16. září 1925 se jim narodila třetí dcera Evaline.
Dne 8. října 1937 jeho žena Leentje zemřela. Pravděpodobně v prosinci 1940 se Sanders znovu oženil s Evalinou Grietje Katsovou (1895–1942) z Deventeru. Dne 20. srpna 1942 přepravili němečtí okupanti rodinu, kterou tvořili Eduard Sanders, Evalina Sanders-Kats a dcery Alida a Evaline, přes stanici Utrecht Maliebaan do tranzitního tábora Westerbork, následovaná deportací do koncentračního tábora Osvětim 24. srpna 1942. Pravděpodobně zde byli zavražděni hned po příjezdu. Ze Sandersovy nejbližší rodiny přežili holocaust pouze jeden bratranec, dvě praneteře a dvou prasynovci.

## Dílo
Sandersova práce fotografa spočívala hlavně v prdukci pohlednic a fotografických kabinetkách s pohledem na město a vesnici, které zachycují střední třídu, představující občany a zemědělce i jejich obchody, domy, obchodní prostory a farmy. Obyvatelé nebo majitelé obvykle pózovali se svou rodinou nebo zaměstnanci. Často se zdá, že jsou při své práci překvapeni a mají na sobě pracovní oblečení. Protože zákazník byl znám předem, bylo obvykle vytištěno pouze několik kopií fotografických karet. Kvůli omezeným edicím se fotografické karty a fotografie kabinetu Sanders, rozpoznatelné podle tisku adresy Warmoesstraat 13 Groningen, staly oblíbenými u fotografických nadšenců a sběratelů. Z větších fotografií jsou známé dvě větší verze nalepené na kartonu (kabinetky) a menší ve velikosti pohlednice (9x14 cm). Ačkoli ne vždy vynikají kvalitou kompozice nebo obrazu, působí pěkným dojmem z Nizozemska mezi lety 1905 a 1918.
V letech 1905 až 1912 Sanders fotografoval hlavně ve vnitřních městech Groningen a Leeuwarden, stejně jako v různých menších městech a vesnicích na severu a východě Nizozemska. Pravděpodobně cestoval vlakem ; většinu míst, které zaznamenal, měla železniční stanici. Zpočátku měl Sanders studio na adrese Warmoesstraat 13 v Groningenu. Tato adresa je vytištěna na většině jeho fotografií a pohlednic. Po sňatku a přestěhování do Utrechtu v červenci 1912 se Sanders z tohoto města zabýval hlavně provincií stejného jména. Hodně fotografoval v utrechtských čtvrtích Oudwijk a Wilhelminapark. Cestoval také přes Het Gooi, části Gelderlandu (Veluwe, Betuwe a Vijfheerenlanden) a části Jižního Holandska (včetně Rijnstreek a Krimpenerwaard). Některé fotografie jsou známé také ze Severního Brabantska. Během této doby navíc obchodoval s fotografickými materiály, jako jsou desky Verax (neexponované skleněné desky), fotografický papír a fotoaparáty, nejprve ze svého domova na Vosmaerstraat, později od roku 1921 ze svého obchodu na Damstraat č.p. 18 v Utrechtu.
Od roku 1916 se Sanders stále více soustředil na obchod a vydávání pohlednic, nejprve pod svým vlastním jménem, poté na chvíli pod názvem ESU a od roku 1922 jako (spolu) ředitel N.V. Uitgevers-Mij. Rembrandt, založený společně se svým švagrem Jac (Jacobem) Bollegrafem. Fotografie těchto pohlednic převážně z měst a vesnic byly pořízeny různými fotografy. V roce 1925 se toto nakladatelství etablovalo na adrese Westerstraat 15 v Utrechtu, kde se v roce 1929 také usadila rodina Sandersových. Dne 31. ledna 1931 zemřel Bollegraf při železniční nehodě v Groningenu. Sanders poté pokračoval ve vydavatelství sám. Kvůli deportacím v roce 1942 byla činnost nakladatelství ukončena. Louis de Wilde, zeť zesnulého Sandersova partnera, pokračoval v činnosti Rembrandt NV v Amsterdamu po roce 1945 (až do roku 1968).